# Cewi Rosen
Cewi Rosen (hebr. צבי רוזן, ur. 23 czerwca 1947 w Kolonii) – izraelski piłkarz, obrońca.
W reprezentacji Izraela zagrał w 42 oficjalnych spotkaniach (zdobył cztery bramki), w tym także na mistrzostwach świata w Meksyku. Podczas MŚ 70 zagrał we wszystkich meczach Izraela w turnieju. W 1968 był uczestnikiem igrzysk w Meksyku. W karierze klubowej był długoletnim zawodnikiem Maccabi Tel Awiw. Czterokrotnie zdobywał tytuł mistrza kraju (1968, 1970, 1972, 1977), trzy razy Puchar Izraela (1967, 1970, 1977). W 1969 i 1971 triumfował w Pucharze Klubowych Mistrzów Azji.